# Kees Rietema
Kees Rietema (1921 - 12 juni 1993) was een Nederlands technische wetenschapper.
Rietema studeerde natuurkunde aan de Rijksuniversiteit Groningen en promoveerde aan de Technische Universiteit Delft. Hij werkte daarna voor Shell en was vervolgens van 1 september 1959 tot 1 juni 1978 als hoogleraar verbonden aan de Technische Hogeschool Eindhoven (tegenwoordig Technische Universiteit Eindhoven). Hij wordt wel beschouwd als de grondlegger van de Nederlandse Fysische Technologie, onderdeel van het vakgebied procestechnologie.
In 1977 won hij de KIVI speurwerkprijs voor zijn werk op het gebied van fluidisatie en fysische processen binnen de chemische procestechnologie.
Door de huidige generatie wetenschappers en hoogleraren in de chemische technologie en procestechnologie wordt hij vaak aangehaald als hét voorbeeld. Zijn boek Fysische transport- en overdrachtsverschijnselen uit de jaren 70 is door menig student gebruikt als leerstof. Hedendaagse auteurs verwijzen nog regelmatig naar dit werk.